# Liste des sites Natura 2000 de l'Oise
Cet article recense les sites Natura 2000 de l'Oise, en France.

## Statistiques
L'Oise compte 17 sites classés Natura 2000. 14 bénéficient d'un classement comme site d'intérêt communautaire (SIC), 3 comme zone de protection spéciale (ZPS).

## Liste
| Site                                                                                   | Type | Superficie (ha) | Fiche     | Coordonnées                      | Photo |
| -------------------------------------------------------------------------------------- | ---- | --------------- | --------- | -------------------------------- | ----- |
| Cavité de Larris-Millet à Saint-Martin-le-Nœud                                         | SIC  | +0 0002,        | FR2200376 | 49° 24′ 34″ nord, 2° 03′ 35″ est |       |
| Coteaux de l'Oise autour de Creil                                                      | SIC  | +00102,         | FR2200379 | 49° 14′ 19″ nord, 2° 27′ 10″ est |       |
| Coteaux de la vallée de l'Automne                                                      | SIC  | +00623,         | FR2200566 | 49° 17′ 49″ nord, 2° 50′ 25″ est |       |
| Cuesta du Bray                                                                         | SIC  | +00775,         | FR2200371 | 49° 21′ 42″ nord, 1° 59′ 53″ est |       |
| Landes et forêts humides du Bas-Bray de l'Oise                                         | SIC  | +00230,         | FR2200373 | 49° 27′ 19″ nord, 1° 49′ 46″ est |       |
| Marais de Sacy-le-Grand                                                                | SIC  | +01 370,        | FR2200378 | 49° 20′ 12″ nord, 2° 33′ 35″ est |       |
| Massif forestier de Compiègne                                                          | SIC  | +03 180,        | FR2200382 | 49° 19′ 45″ nord, 2° 51′ 52″ est |       |
| Massif forestier du Haut-Bray de l'Oise                                                | SIC  | +00646,         | FR2200372 | 49° 27′ 39″ nord, 1° 57′ 08″ est |       |
| Massif forestier de Hez-Froidmont et mont César                                        | SIC  | +00852,         | FR2200377 | 49° 23′ 13″ nord, 2° 16′ 21″ est |       |
| Massifs forestiers d'Halatte, de Chantilly et d'Ermenonville (massif des Trois Forêts) | SIC  | +02 396,        | FR2200380 | 49° 16′ 50″ nord, 2° 38′ 16″ est |       |
| Prairies alluviales de l'Oise de La Fère à Sempigny                                    | SIC  | +03 013,        | FR2200383 | 49° 35′ 00″ nord, 3° 11′ 00″ est |       |
| Réseau de coteaux crayeux du bassin de l'Oise aval (Beauvaisis)                        | SIC  | +00416,         | FR2200369 | 49° 31′ 30″ nord, 1° 59′ 16″ est |       |
| Réseau de coteaux et vallée du bassin de la Selle                                      | SIC  | +00579,         | FR2200362 | 49° 43′ 14″ nord, 1° 56′ 48″ est |       |
| Vallée de la Bresle                                                                    | SIC  | +01 017,        | FR2200363 | 49° 58′ 01″ nord, 1° 35′ 19″ est |       |
| Forêts picardes : Compiègne, Laigue, Ourscamps                                         | ZPS  | +24 647,        | FR2212001 | 49° 23′ 56″ nord, 2° 53′ 55″ est |       |
| Forêts picardes : massif des Trois Forêts et bois du Roi                               | ZPS  | +13 615,        | FR2212005 | 49° 10′ 15″ nord, 2° 35′ 00″ est |       |
| Moyenne vallée de l'Oise                                                               | ZPS  | +05 626,        | FR2210104 | 49° 34′ 00″ nord, 3° 09′ 00″ est |       |